# 김종서 장군 묘
김종서 장군 묘(金宗瑞 將軍 墓)는 세종특별자치시 장군면에 있는 시대의 무덤이다. 2012년 12월 31일 세종특별자치시의 기념물 제2호로 지정되었다.

## 개요
조선 초기의 정승인 김종서(1383-1453)의 무덤이다. 장군은 공주시 의당면 월곡리에서 출생한 것으로 전해지며, 세종 때에 6진 개척의 위업을 이루었고, 고려사 고려사절요 등을 편찬하였다.
좌의정으로 단종을 보좌하다가 세조에게 죽임을 당하였다. 당시에는 역적으로 죽어 시신을 전부 거두지 못하고 한쪽 다리만을 이곳 묘소에 묻었다고 전한다.
묘비 중에 작은 비가 원래의 것인데, 영조 24년(1748년)에 공주 판관 이익진과 지방 유생들이 세운 것이다. 또한 묘역 입구에는 영조 22년(1748년)에 세운 김종서와 두 아들의 충신 정려가 있다.

## 성역화사업
세종시는 세종대왕 재임 중 6진을 개척해 국토 확장의 위업을 이룬 김종서 장군의 업적을 재조명하고 묘역 정비를 통해 세종시를 대표하는 역사문화자원으로 육성하기 위해 김종서 장군 묘역 성역화사업을 추진하고 있다.

## 갤러리

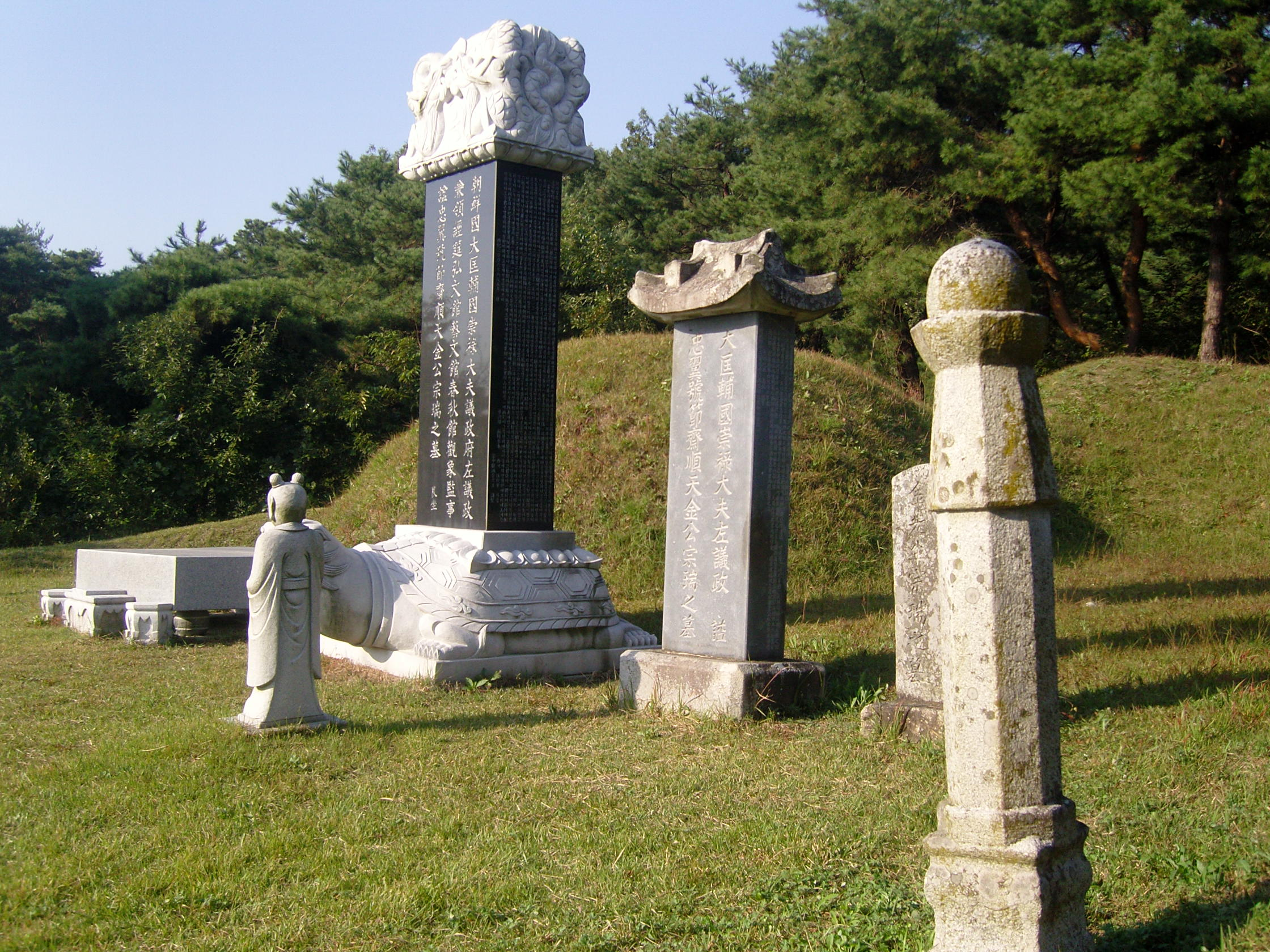

## 같이 보기
- 김종서

## 참고 자료
- 김종서 장군 묘 - 국가유산청 국가유산포털
- 김종서 장군 묘 - 세종특별자치시 문화/관광